# Ochrotrichia susanae
Ochrotrichia susanae är en nattsländeart som beskrevs av Oliver S. Flint Jr. och Herrmann 1976. Ochrotrichia susanae ingår i släktet Ochrotrichia och familjen smånattsländor. Inga underarter finns listade i Catalogue of Life.